# Boloria jerdoni
Boloria jerdoni là một loài bướm ngày thuộc họ Nymphalidae. Tên thường gọi là Jerdon's silverspot. Nó được tìm thấy ở miền tây Himalayas và từ Chitral tới Kashmir.